# Pyrocephalus obscurus
A Pyrocephalus obscurus a madarak (Aves) osztályának verébalakúak (Passeriformes) rendjébe a királygébicsfélék (Tyrannidae) családjába tartozó faj.

## Neve és rendszertani besorolása
Ezt a madarat 1939-ben, John Gould angol ornitológus írta le, illetve nevezte meg, azonban mint a rubinfejű tirannusz (Pyrocephalus rubinus) alfajaként a Pyrocephalus rubinus obscurus név alatt. 2016-ban, újabb kutatások következtében, ezt a madarat kivonták a rubinfejű tirannuszból és önálló fajjá tették; sőt az alfajokat is neki tulajdonították. A rubinfejű tirannusz visszaszorult Dél-Amerika középső és déli részeire. A Nemzetközi Madarászok Egyesülete (International Ornithologists' Union) elfogadja ezt a döntést, viszont mások még mindig alfajnak vélik.

## Előfordulása
A Pyrocephalus obscurus előfordulási területe manapság az Amerikai Egyesült Államok délnyugati részétől, egész Mexikón, elszórva Közép-Amerikán keresztül, egészen Dél-Amerika északnyugati és középső részéig tart. Korábban Kanadában is előfordult. Becslések szerint a szabadon élő példányok száma 5-50 millió közöttire tehető, bár a számuk csökkenőben van.

## Alfajai
Jelenleg az alábbi 9 alfaj van elismerve:
- Pyrocephalus obscurus ardens Zimmer, 1941 - Észak-Peru[4]
- Pyrocephalus obscurus blatteus Bangs, 1911 - Délkelet-Mexikó, Belize és Észak-Guatemala[4]
- Pyrocephalus obscurus cocachacrae Zimmer, 1941 - Délnyugat-Peru és Chile legészakibb része[4]
- Pyrocephalus obscurus flammeus van Rossem, 1934 - Délnyugat-USA és Északnyugat-Mexikó
- Pyrocephalus obscurus mexicanus P. L. Sclater, 1859 - Dél-Texastól délre Közép- és Dél-Mexikóig[4]
- Pyrocephalus obscurus obscurus Gould, 1839 - Nyugat-Peru[4]
- Pyrocephalus obscurus pinicola T. R. Howell, 1965 - Kelet-Honduras és Északkelet-Nicaragua[4]
- Pyrocephalus obscurus piurae Zimmer, 1941 - Nyugat-Kolumbia és Északnyugat-Peru[4]
- Pyrocephalus obscurus saturatus von Berlepsch & Hartert, 1902 - Északkelet-Kolumbia, Nyugat- és Észak-Venezuela, Guyana, valamint Észak-Brazília[4]

## Megjelenése
A fej-testhossza 13-14 centiméter és testtömege 11-14 gramm. A fajon belül jelentős a nemi kétalakúság; ugyanis a hím élénk vörös és sötétbarna tollazatú, míg a tojó hasi része barackszínű és a háti része sötétszürke; a tojó igen hasonlít a Say-légykapótirannuszra (Sayornis saya).
|  |  |  |

## Életmódja
Sokféle élőhelyen képes megélni, de főleg a nyíltabb, viszont fával, bokorral rendelkező területeket választja otthonául; ilyenek a füves puszták, folyópartok, kultúrtájak és félsivatagok. Rovarevő madár; étlapját főleg legyek, sáskák és bogarak képezik. A rovarokat főleg röptükben kapja el. Néha megfigyelhető amint kisebb halakkal táplálkozik.

## Szaporodása
A csészealakú fészkét kis ágakból és zuzmókból készíti; általában 1,8 méteres magasságban. A fészekalj 2-3 tojásból áll, ezek fehéresek. A kotlást a tojó végzi, körülbelül 2 heten keresztül. A fiókák 15 naposan már kirepülnek a fészekből.
A barnafejű gulyajáró (Molothrus ater), kakukk (Cuculus canorus) módjára beletojik a Pyrocephalus obscurus fészkébe.

## Képek

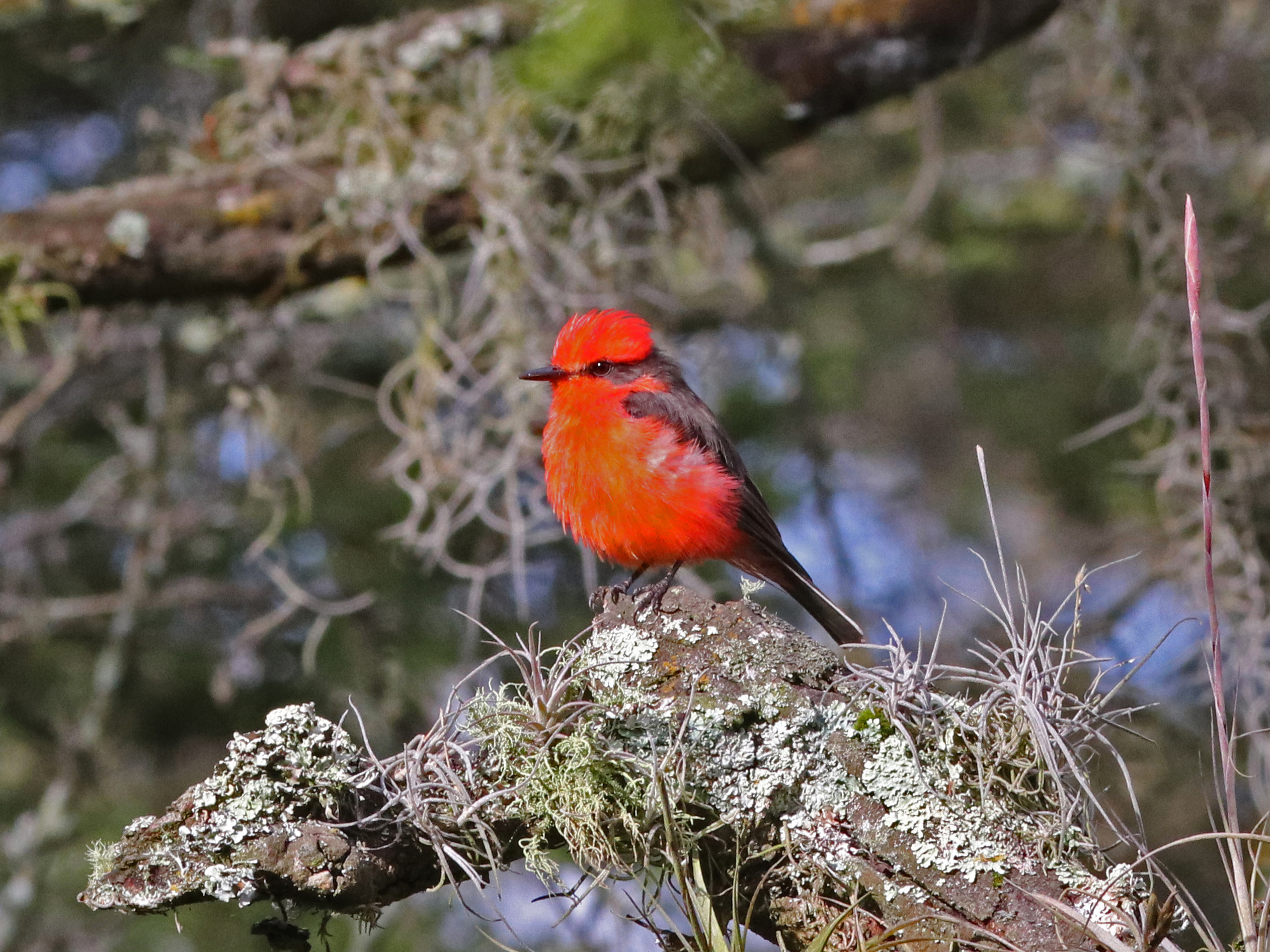
Felnőtt hím Ecuadorból male in Bosque Protector Jerusalem, Ecuador
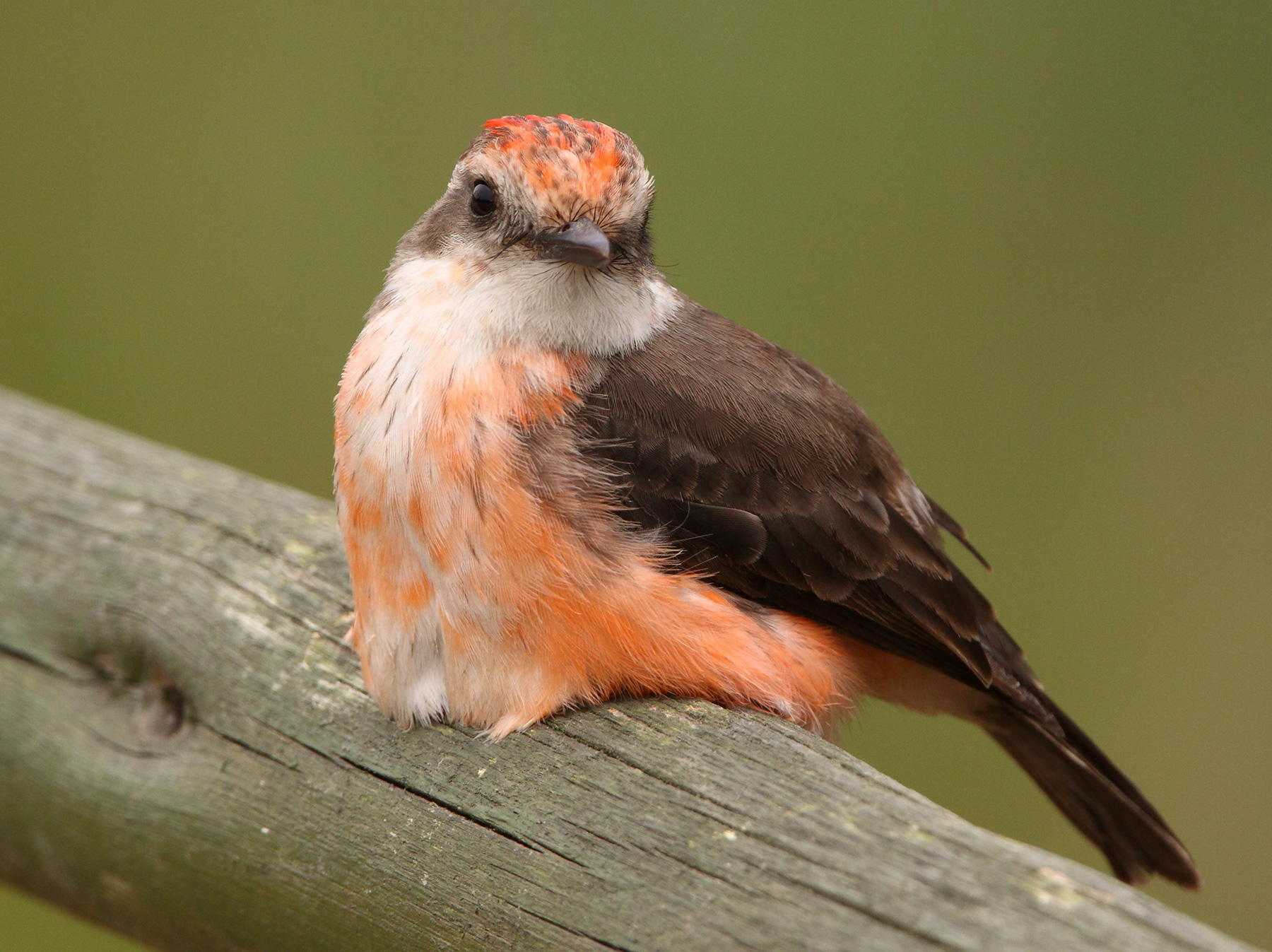
Fiatal hím Peruból
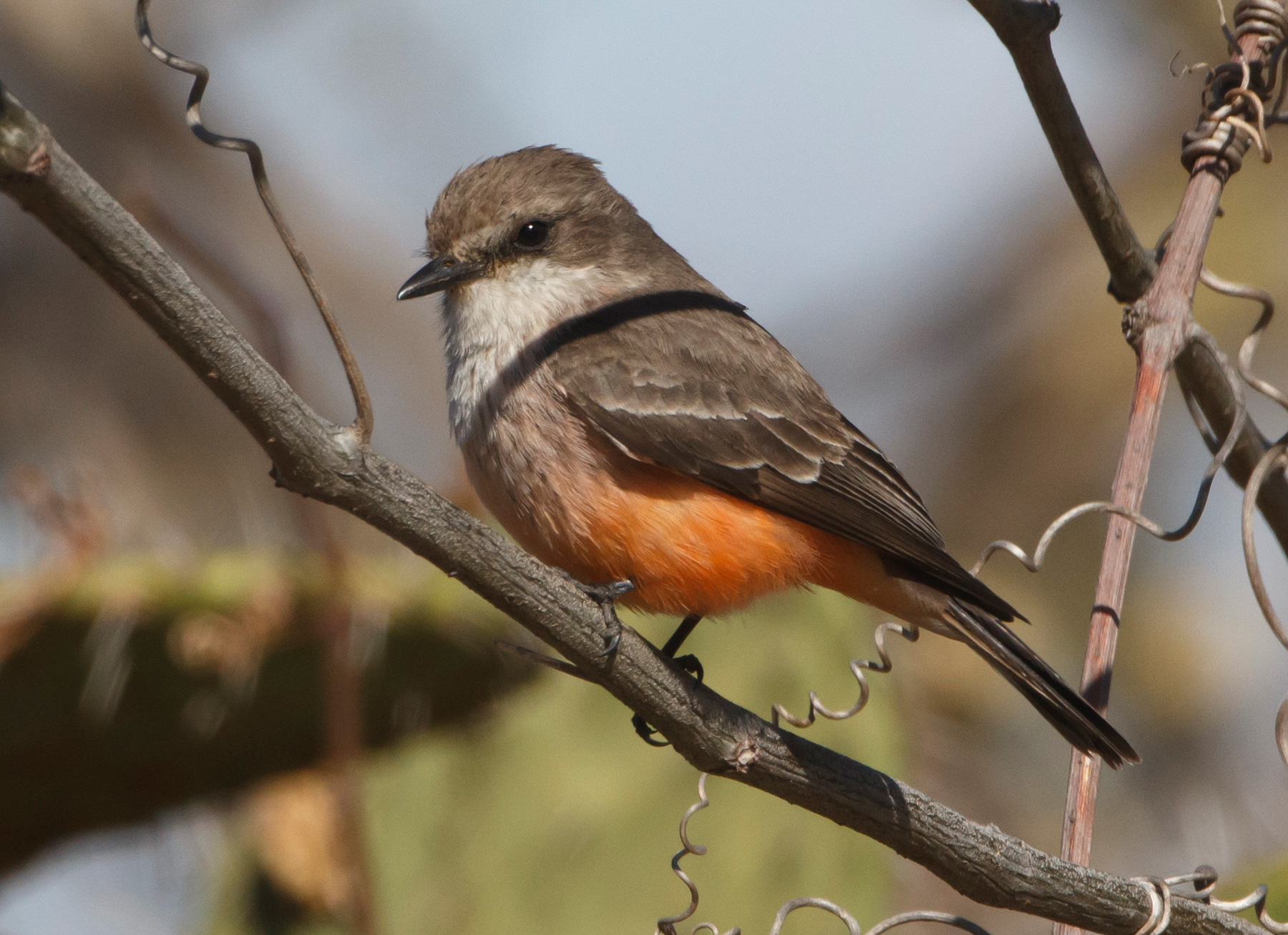
Tojó Mexikóból
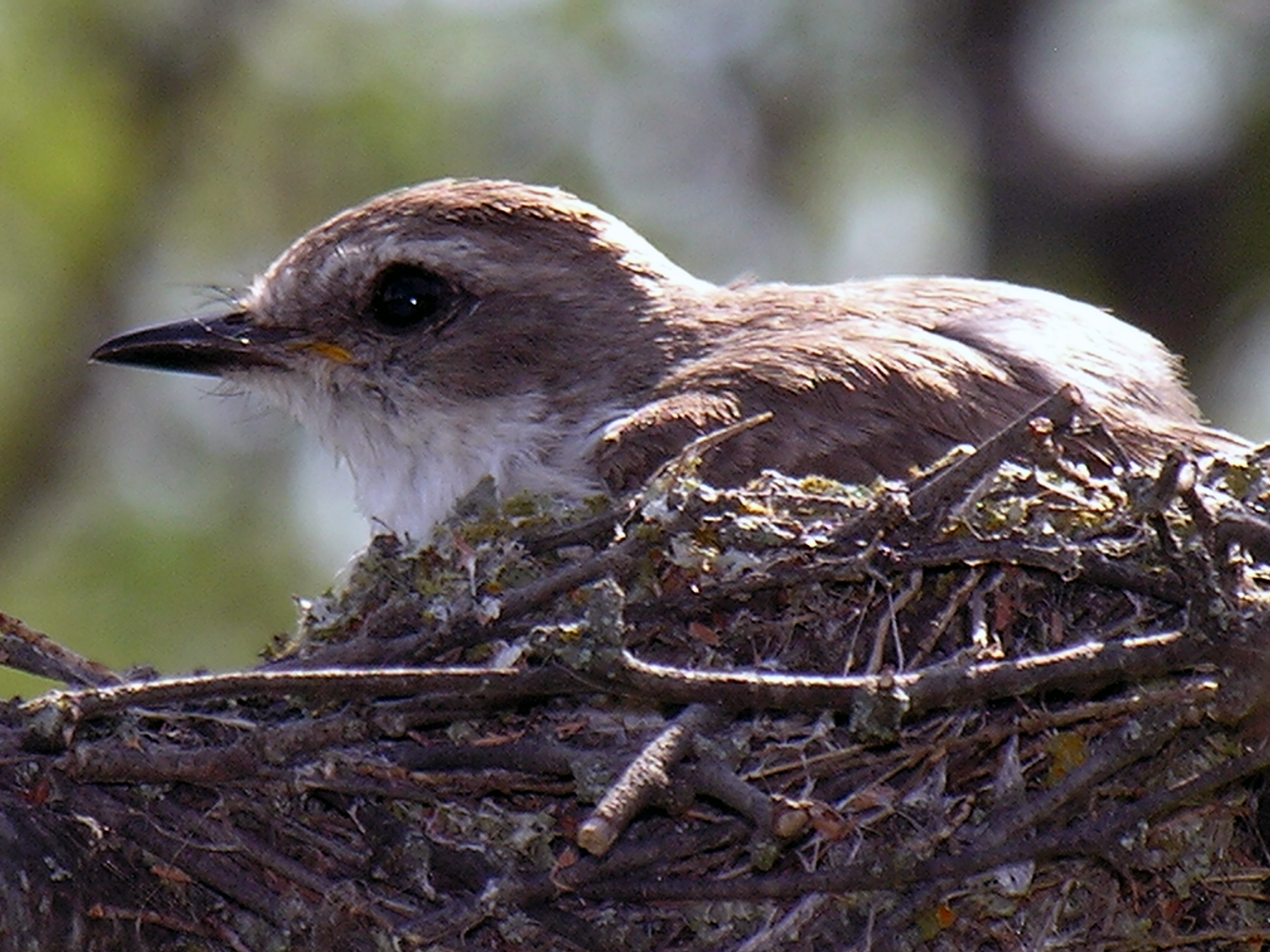
Fészkén ülő tojó

## Fordítás
- Ez a szócikk részben vagy egészben  a   Vermilion flycatcher című angol Wikipédia-szócikk ezen változatának fordításán alapul.  Az eredeti cikk szerkesztőit annak laptörténete sorolja fel. Ez a jelzés csupán a megfogalmazás eredetét és a szerzői jogokat jelzi, nem szolgál a cikkben szereplő információk forrásmegjelöléseként.